# 아킬레 피치니
아킬레 피치니(이탈리아어: Achille Piccini aˈkille pitˈtʃiːni[*]; 1911년 10월 24일, 토스카나 주 카라라 ~ 1995년 2월 14일, 토스카나 주 카라라)는 이탈리아의 전 축구 선수로, 1936년 하계 올림픽에 참가했었다. 카라라 토박이인 피치니는 미드필더나 수비수로 활약했다.

## 경력
피치니는 현역 시절 피오렌티나, 카라레세, 바리, 그리고 나폴리를 포함해 여러 이탈리아 구단에서 활약했다. 피치니는 이탈리아 국가대표팀 일원으로 베를린에서 열린 1936년 하계 올림픽 축구 대회에 참가해 금메달을 목에 걸었다.

## 수상

### 국가대표팀
이탈리아
- 올림픽 금메달: 1936